# Uta Kargel

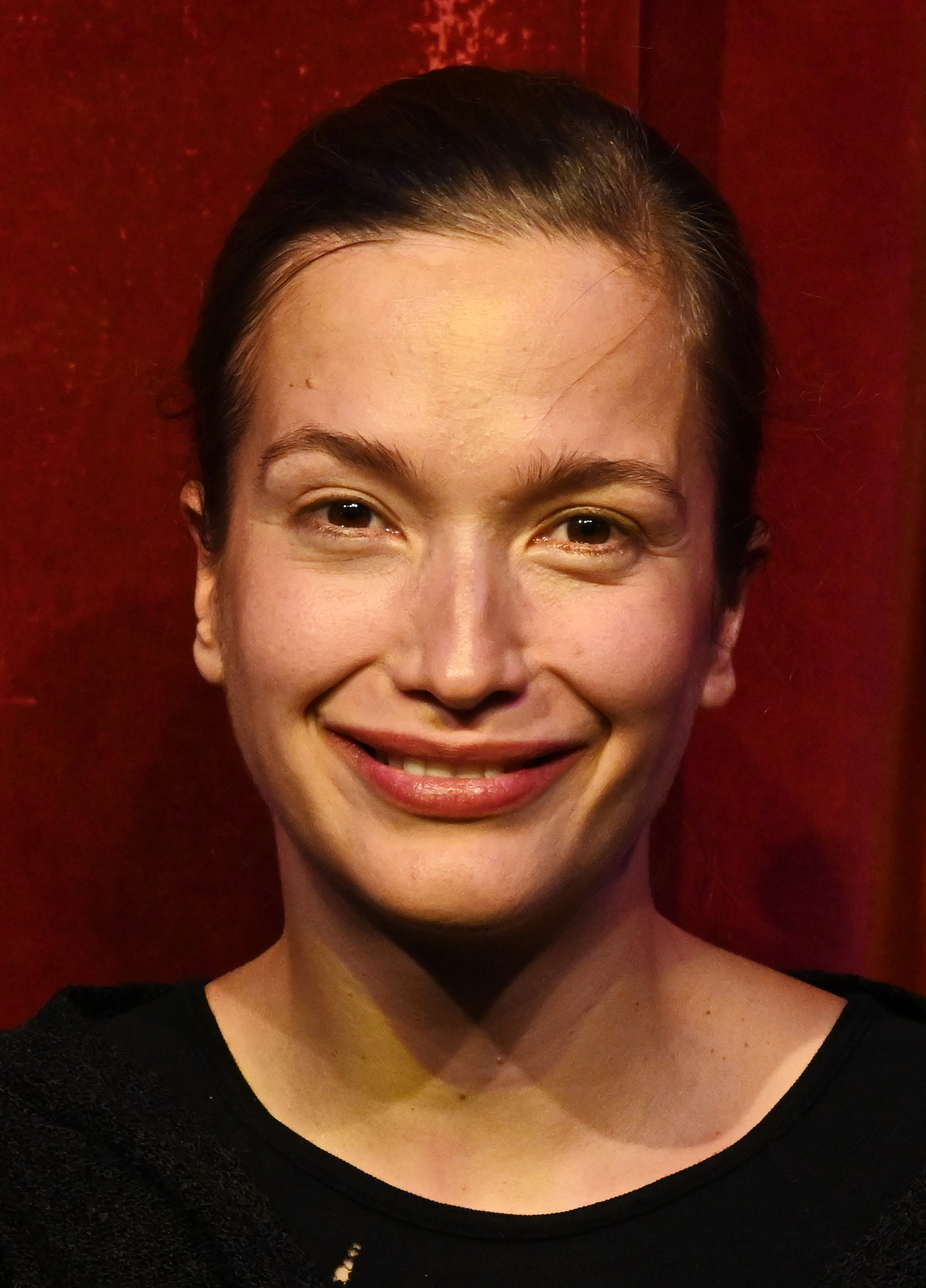
Uta Kargel (2021)

Uta Kargel (* 28. Mai 1981 in Halle/Saale) ist eine deutsche Theater- und Filmschauspielerin.

## Leben und Karriere

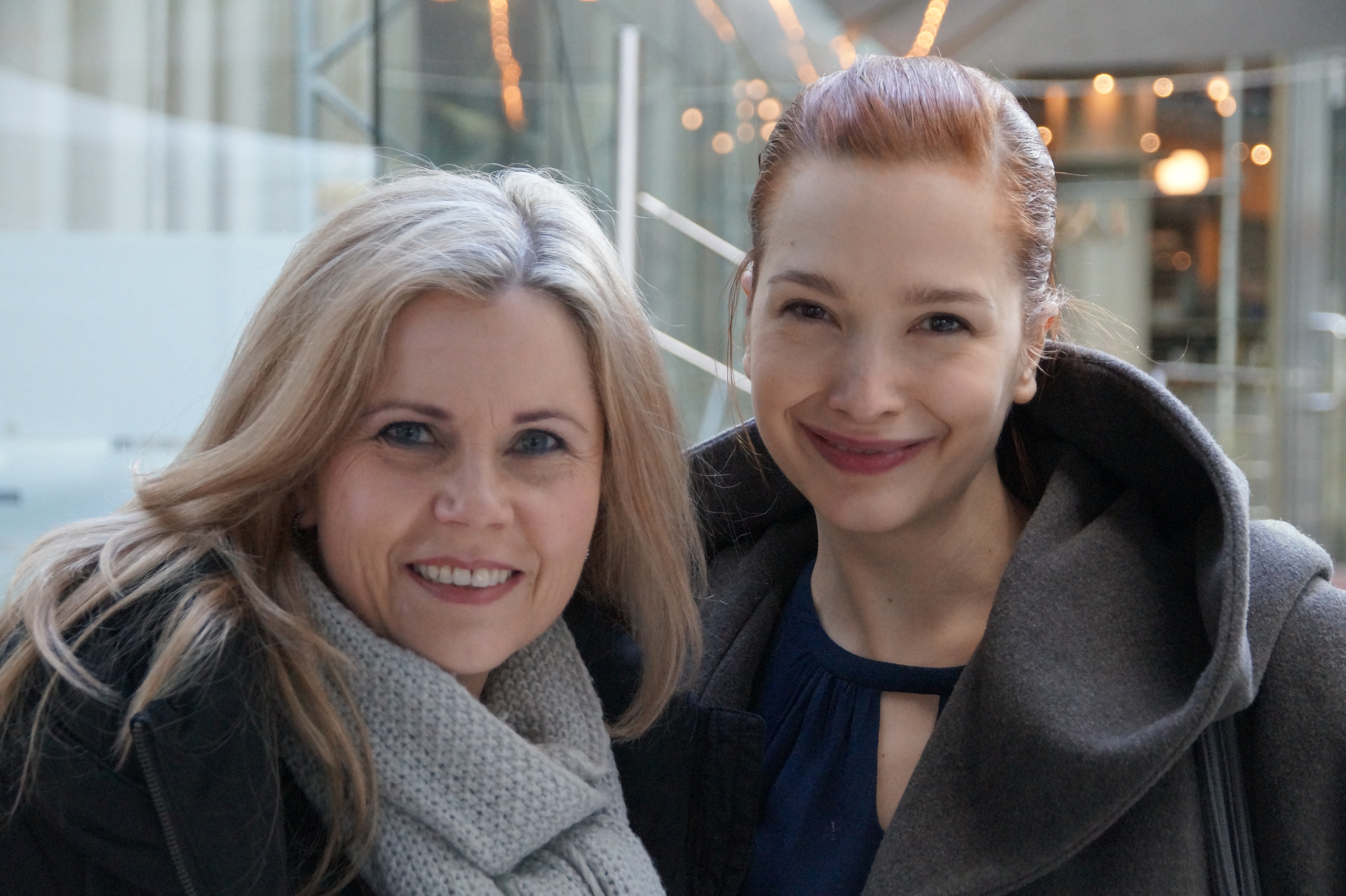
Michaela Schaffrath mit Uta Kargel (2016)

Nach dem Abitur absolvierte Kargel zunächst eine Ausbildung als Buchhändlerin. Daneben spielte sie in der Theatergruppe Grüner Hund, die sie 2002 mitbegründet hatte, vornehmlich Stücke des russischen Schriftstellers Daniil Charms.
Einem Millionenpublikum bekannt wurde Kargel vor allem in der Rolle der Lena Bachmann, die sie von April 2004 (Folge 2961) bis März 2006 (Folge 3447) und von November 2020 (Folge 7138) bis Januar 2021 (Folge 7183) in der RTL-Seifenoper Gute Zeiten, schlechte Zeiten verkörpert. Nachdem Kargel nach ihrem Ausstieg bei GZSZ nur kleinere Gastrollen übernommen hatte, war sie von Juni 2010 (Folge 1087) bis Oktober 2011 (Folge 1391) in der Telenovela Sturm der Liebe als Protagonistin der 6. Staffel in der Rolle der Eva Saalfeld geb. Krendlinger zu sehen. Nach Staffelende spielte sie im Juni 2012 in der Telenovela Rote Rosen die 17-jährige Fenja Winter, beendete ihr Studium der Kulturwissenschaften mit dem Mastergrad und nahm als Mitbegründerin des Kreativkollektivs BiK Pictures anlässlich der Berlinale 2017 am 99Fire Films Award teil, um mit „Glücklich“ als bester Film zu gewinnen. Nachdem sie im Oktober 2017 einen Gastauftritt bei Sturm der Liebe hatte, gehörte Kargel von März 2018 (Folge 2886) bis Mai 2020 (Folge 3381) wieder zum Hauptcast der Telenovela.
Für die Deutschland-Ausgabe des Männermagazins Playboy im November 2019 wurde Kargel in einer Fotostrecke in Schottland abgelichtet.
Im März 2023 wurde Kargel Mutter. Sie lebt mit ihrer Familie in Berlin.

## Filmografie
- 1998: Hamlet – Eine Reise durch die Metropole
- 2003: Wedding Daydream (Kurzfilm)
- 2003: Die Allee
- 2004–2006, 2020–2021: Gute Zeiten, schlechte Zeiten (Fernsehserie)
- 2006: Verliebt in Berlin (Fernsehserie, 1 Folge)
- 2006: Sunny Hill
- 2006: Die Liebe der Lieblosen
- 2007: R. I. S. – Die Sprache der Toten (Fernsehserie, 1 Folge)
- 2007: Mitte 30
- 2008: Volles Haus (Fernsehserie, 3 Folgen)
- 2008: Ein starkes Team (Fernsehserie, 1 Folge)
- 2008: Dr. Molly & Karl (Fernsehserie, 1 Folge)
- 2009: Der Morgen danach (Kurzfilm)
- 2009: Kill your Darling (Webserie)
- 2010–2011, 2017, 2018–2020: Sturm der Liebe (Fernsehserie)
- 2012: Loona Balloona (Kurzfilm)
- 2012: Rote Rosen (Fernsehserie, 20 Folgen)
- 2014: Heldt (Fernsehserie, 1 Folge)
- 2015: Idyllik (Kurzfilm)
- 2016: SOKO Stuttgart (Fernsehserie, 1 Folge)
- 2016: Twice (Kurzfilm)
- 2017: Glücklich (Kurzfilm)
- 2017: Kartenhaus
- 2018: A Dream of a Man with a Light Bulb
- 2021: Wer weiß denn sowas? (Quizshow)

## Theater
- 1998–2003:
  - Hamlet frei nach Shakespeare

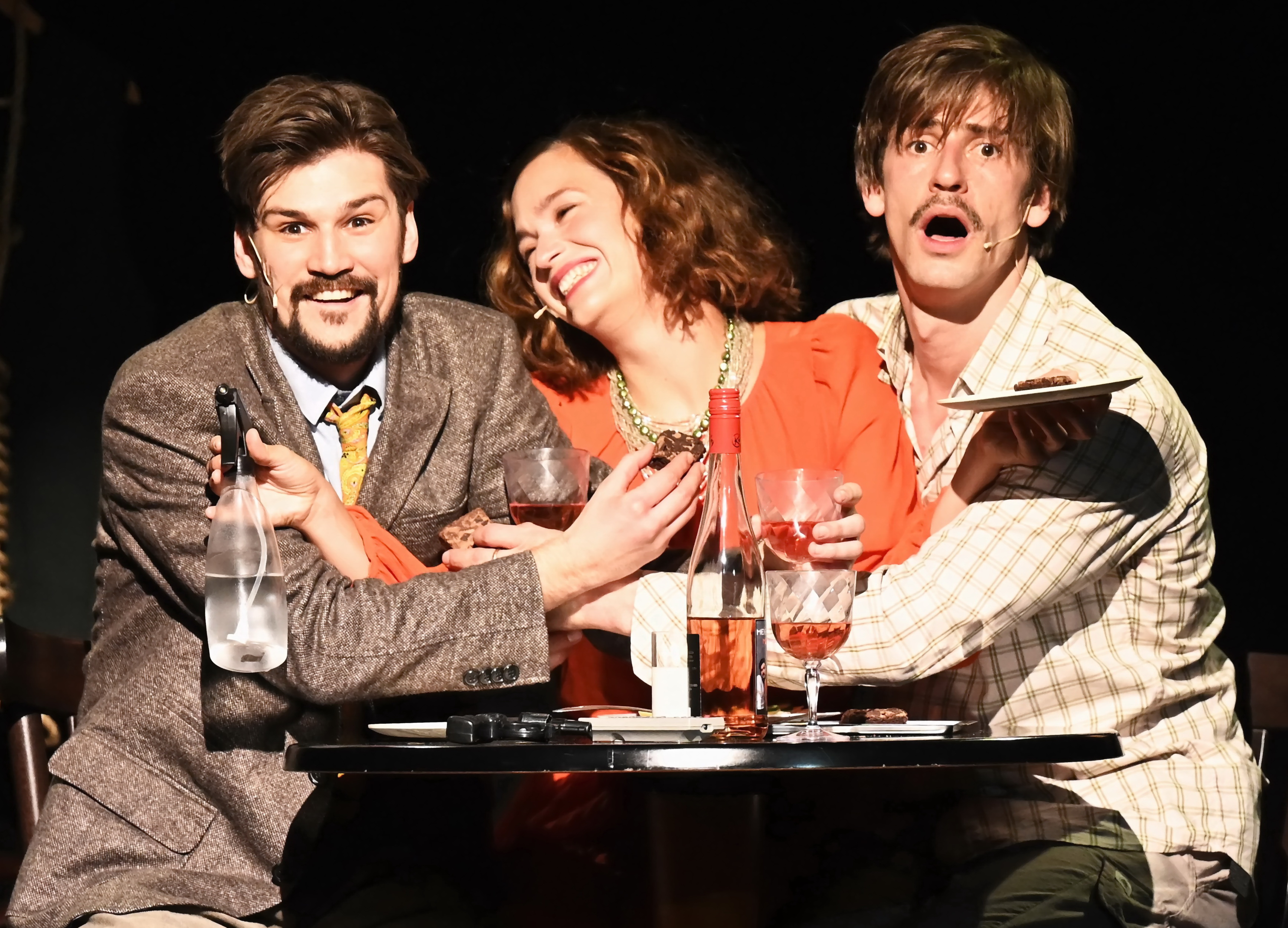
MEIER MÜLLER SCHULZ mit Max Beier, Uta Kargel und Sandro Kirtzel

  - Lysistrata frei nach Aristophanes und Ralf König
  - Satyricon frei nach Petronius
  - Schiller, Schiller frei nach Schiller
  - Die Küche nach Arnold Wesker unterstützt von Jugend für Europa
- 2003: Elizaveta Bam nach Daniil Charms
- 2003: Eine absurde Tischrunde nach Daniil Charms
- 2003: Die Reise nach Brasilien Kinderprogramm nach Daniil Charms
- 2003: Cave canem Publikumsbeschimpfung von Peter Handke
- 2004: Zirkus Sardam nach Daniil Charms
- 2004: Goldene Herzen nach Daniil Charms
- 2005: Schiller, Schiller frei nach Schiller
- 2006: Roter Schnee – oder wir sind keine Heringe nach Daniil Charms
- 2006: Die Frau vom Meer frei nach Ibsen
- 2019: Kasimir und Kaukasus! als Christine
- 2021: MEIER MÜLLER SCHULZ oder Nie wieder einsam von Marc Becker